# Srednje Selo (Šolta)
Srednje Selo nalazi se 2 km u unutrašnjosti Šolte, srednjedalmatinskog otoka koji je s gradom Splitom povezan svakodnevnom trajektnom linijom.
Šolta je poznata po plažama, a zbog blizine i čestih trajektnih veza rado je posjećuju Splićani i gosti splitske regije. More i uvala Krušćica udaljeni su 2 km, a dostupni su automobilom, biciklom ili pješice.
Malo srednjovjekovno selo se razvilo oko crkve sv. Blažene Djevice Marije od Očišćenja. U naselju je prisutna ruralna seoska arhitektura, idilične kamene kuće s konobom i dvorom ograđenim zidovima. Posebnu ljepotu čine izvučeni prozori u krovu i kameni slivnici za skupljanje kišnice u gustijernu. U dvorištima se vide stare kamenice za čuvanje maslinovog ulja i stare zelene bačve za vino. U centru sela je stara zgrada "Bratovštine Blažene Djevice Marije od Očišćenja". Stara, napuštena škola govori nam da je njeno vrijeme prohujalo, djeca idu u novu školu u Grohote. Na gornjoj cesti u pravcu Grohota nalazi se mala crkvica Blažene Djevice Marije od Presvetog Ruzarija, sagrađena od istoimene Bratovštine 1910. godine.,
Stanovništvo se bavi poljodjeljstvom, maslinarstvom i vinogradarstvom. U selu nema ni trgovine ni gostionice, tek poneki atelijer domaćeg slikara. Do Grohota općinskog centra otoka može se prošetati u miru kroz maslinike i vrtove gornjom cestom, a sam je put dugačak oko 2 km. Selo je povezano autobusom sa svim naseljima na otoku. Do Rogača trajektne luke za Split ima oko 3,5 km.
Iznad sela na 182 metra nadmorske visine nalazi se Strličina cisterna za vodu s naplavom.

## Poznati stanovnici
- Josip Županov, profesor sociologije i akademik

- Miro Mihovilović, vaterpolist, znanstvenik i autor prve Monografije otoka Šolte (1992.)

- Ines Županov, povjesničarka i indologinja

## Stanovništvo
| broj stanovnika | 256   | 325   | 316   | 355   | 394   | 372   | 324   | 309   | 321   | 308   | 285   | 206   | 143   | 150   | 128   | 104   | 102   |
|                 | 1857. | 1869. | 1880. | 1890. | 1900. | 1910. | 1921. | 1931. | 1948. | 1953. | 1961. | 1971. | 1981. | 1991. | 2001. | 2011. | 2021. |